# Gran Premi d'Alemanya del 2010
El Gran Premi d'Alemanya de Fórmula 1 de la Temporada 2010 s'ha disputat al circuit de Hockenheim, el 25 de juliol del 2010.

## Qualificació
| Pos | No | Pilot              | Constructor            | Part 1      | Part 2   | Part 3   | Sortida |
| --- | -- | ------------------ | ---------------------- | ----------- | -------- | -------- | ------- |
| 1   | 5  | Sebastian Vettel   | Red Bull - Renault     | 1:15.152    | 1:14.249 | 1:13.791 | 1       |
| 2   | 8  | Fernando Alonso    | Ferrari                | 1:14.808    | 1:14.081 | 1:13.793 | 2       |
| 3   | 7  | Felipe Massa       | Ferrari                | 1:15.216    | 1:14.478 | 1:14.290 | 3       |
| 4   | 6  | Mark Webber        | Red Bull - Renault     | 1:15.334    | 1:14.340 | 1:14.347 | 4       |
| 5   | 1  | Jenson Button      | McLaren - Mercedes     | 1:15.823    | 1:14.716 | 1:14.427 | 5       |
| 6   | 2  | Lewis Hamilton     | McLaren - Mercedes     | 1:15.505    | 1:14.488 | 1:14.566 | 6       |
| 7   | 11 | Robert Kubica      | Renault                | 1:15.736    | 1:14.835 | 1:15.079 | 7       |
| 8   | 9  | Rubens Barrichello | Williams - Cosworth    | 1:16.398    | 1:14.698 | 1:15.109 | 8       |
| 9   | 4  | Nico Rosberg       | Mercedes               | 1:16.178    | 1:15.018 | 1:15.179 | 9       |
| 10  | 10 | Nico Hülkenberg    | Williams - Cosworth    | 1:16.387    | 1:14.943 | 1:15.339 | 10      |
| 11  | 3  | Michael Schumacher | Mercedes               | 1:16.084    | 1:15.026 |          | 11      |
| 12  | 23 | Kamui Kobayashi    | BMW Sauber - Ferrari   | 1:15.951    | 1:15.084 |          | 12      |
| 13  | 12 | Vitali Petrov      | Renault                | 1:16.521    | 1:15.307 |          | 13      |
| 14  | 14 | Adrian Sutil       | Force India - Mercedes | 1:16.220    | 1:15.467 |          | 191     |
| 15  | 22 | Pedro de la Rosa   | BMW Sauber - Ferrari   | 1:16.450    | 1:15.550 |          | 14      |
| 16  | 17 | Jaime Alguersuari  | Toro Rosso - Ferrari   | 1:16.664    | 1:15.588 |          | 15      |
| 17  | 16 | Sébastien Buemi    | Toro Rosso - Ferrari   | 1:16.029    | 1:15.974 |          | 16      |
| 18  | 18 | Jarno Trulli       | Lotus - Cosworth       | 1:17.583    |          |          | 17      |
| 19  | 19 | Heikki Kovalainen  | Lotus - Cosworth       | 1:18.300    |          |          | 18      |
| 20  | 24 | Timo Glock         | Virgin - Cosworth      | 1:18.343    |          |          | 232     |
| 21  | 21 | Bruno Senna        | HRT - Cosworth         | 1:18.592    |          |          | 20      |
| 22  | 15 | Vitantonio Liuzzi  | Force India - Mercedes | 1:18.952    |          |          | 21      |
| 23  | 20 | Sakon Yamamoto     | HRT - Cosworth         | 1:19.844    |          |          | 22      |
| 24  | 25 | Lucas di Grassi    | Virgin - Cosworth      | Sense temps |          |          | 241     |

1. ^  – Adrian Sutil i Timo Glock han estat penalitzats amb 5 posicions per canviar la caixa de canvi.
2. ^  – Lucas di Grassi ha estat penalitzat amb 5 posicions per canviar la caixa de canvi però no ha tingut efecte al no haver marcat cap temps.

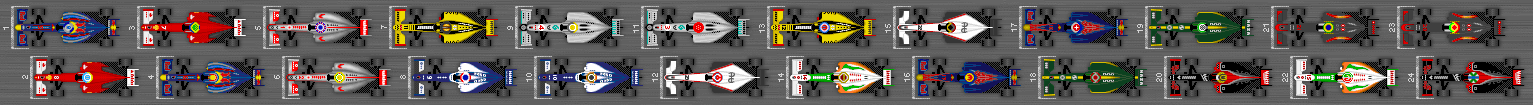
Posicions després de la qualificació

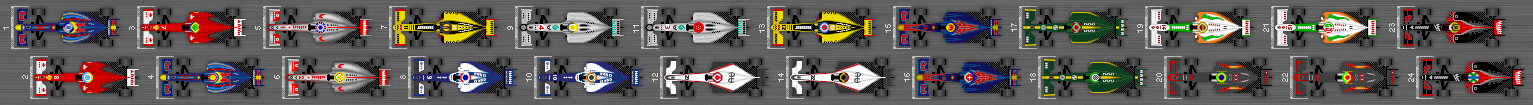
Posicions de la sortida després de les penalitzacions

## Resultats de la cursa
| Pos. | Nº | Pilot              | Equip                  | Voltes | Temps/Retirada | Graella | Punts |
| ---- | -- | ------------------ | ---------------------- | ------ | -------------- | ------- | ----- |
| 1    | 8  | Fernando Alonso    | Ferrari                | 67     | 1h 27' 38. 684 | 2       | 25    |
| 2    | 7  | Felipe Massa       | Ferrari                | 67     | + 4.196 s      | 3       | 18    |
| 3    | 5  | Sebastian Vettel   | Red Bull - Renault     | 67     | + 5.121 s      | 1       | 15    |
| 4    | 2  | Lewis Hamilton     | McLaren - Mercedes     | 67     | + 26.896 s     | 6       | 12    |
| 5    | 1  | Jenson Button      | McLaren - Mercedes     | 67     | + 29.482 s     | 5       | 10    |
| 6    | 6  | Mark Webber        | Red Bull - Renault     | 67     | + 43.606 s     | 4       | 8     |
| 7    | 11 | Robert Kubica      | Renault                | 66     | + 1 volta      | 7       | 6     |
| 8    | 4  | Nico Rosberg       | Mercedes GP            | 66     | + 1 volta      | 9       | 4     |
| 9    | 3  | Michael Schumacher | Mercedes GP            | 66     | + 1 volta      | 11      | 2     |
| 10   | 12 | Vitali Petrov      | Renault                | 66     | + 1 volta      | 13      | 1     |
| 11   | 23 | Kamui Kobayashi    | BMW Sauber - Ferrari   | 66     | + 1 volta      | 12      |       |
| 12   | 9  | Rubens Barrichello | Williams - Cosworth    | 66     | + 1 volta      | 8       |       |
| 13   | 10 | Nico Hülkenberg    | Williams - Cosworth    | 66     | + 1 volta      | 10      |       |
| 14   | 22 | Pedro de la Rosa   | BMW Sauber - Ferrari   | 66     | + 1 volta      | 14      |       |
| 15   | 17 | Jaime Alguersuari  | Toro Rosso - Ferrari   | 66     | + 1 volta      | 15      |       |
| 16   | 15 | Vitantonio Liuzzi  | Force India - Mercedes | 65     | + 2 voltes     | 21      |       |
| 17   | 14 | Adrian Sutil       | Force India - Mercedes | 65     | + 2 voltes     | 19      |       |
| 18   | 24 | Timo Glock         | Virgin - Cosworth      | 64     | + 3 voltes     | 23      |       |
| 19   | 21 | Bruno Senna        | Hispania - Cosworth    | 63     | + 4 voltes     | 20      |       |
| Ret  | 19 | Heikki Kovalainen  | Lotus - Cosworth       | 56     | Col·lisió      | 18      |       |
| Ret  | 25 | Lucas di Grassi    | Virgin - Cosworth      | 50     | Caixa de canvi | 24      |       |
| Ret  | 20 | Sakon Yamamoto     | Hispania - Cosworth    | 19     | Motor          | 22      |       |
| Ret  | 18 | Jarno Trulli       | Lotus - Cosworth       | 3      | Caixa de canvi | 17      |       |
| Ret  | 16 | Sébastien Buemi    | Toro Rosso - Ferrari   | 1      | Danys          | 16      |       |

## Altres
- Pole: Sebastian Vettel 1' 13. 791
- Volta ràpida: Sebastian Vettel 1' 15. 824 (a la volta 67)